# Stone Soul
Stone Soul è un album di Mongo Santamaría, pubblicato dalla Columbia Records nel 1969.

## Tracce
Lato A
1. See Saw (Don Covay, Steve Cropper)
2. Son-of-a-Preacher Man (J. Hurley, R. Wilkins)
3. Love Child (D. Richard, P. Sawyer, F. Wilson, R.D. Taylor)
4. Where Are We (Rodgers Grant)
5. Hitchcock Railway (D.L. Dunn, T.L. McCashen)

Lato B
1. Stoned Soul Picnic (Laura Nyro)
2. Who's Making Love (H. Banks, B. Crutcher, D. Davis, R. Jackson)
3. The Now Generation (William Allen)
4. Little Green Apples (B. Russell)
5. Cloud Nine (N.J. Whitfield, B. Strong)

## Musicisti
- Mongo Santamaría - congas, bongos
- Louis Gasca - tromba
- Rodgers Grant - pianoforte
- Hubert Laws - sassofono tenore
- Hadley Caliman - sassofono tenore
- Sonny Fortune - sassofono alto
- Art Kaplan - sassofono baritono
- William Allen - basso
- Bernard Purdie - batteria
- Steve Berrios - timbales
- Julito Collazo - percussioni latine
- Osvaldo (Osualdo) Martinez - percussioni latine
- Marty Sheller - arrangiamenti (brani: A1,A2,A3,B1,B2,B4 & B5)
- Rodgers Grant - arrangiamenti (brano: A4)
- William Allen - arrangiamenti (brano: B3)